# 空巴

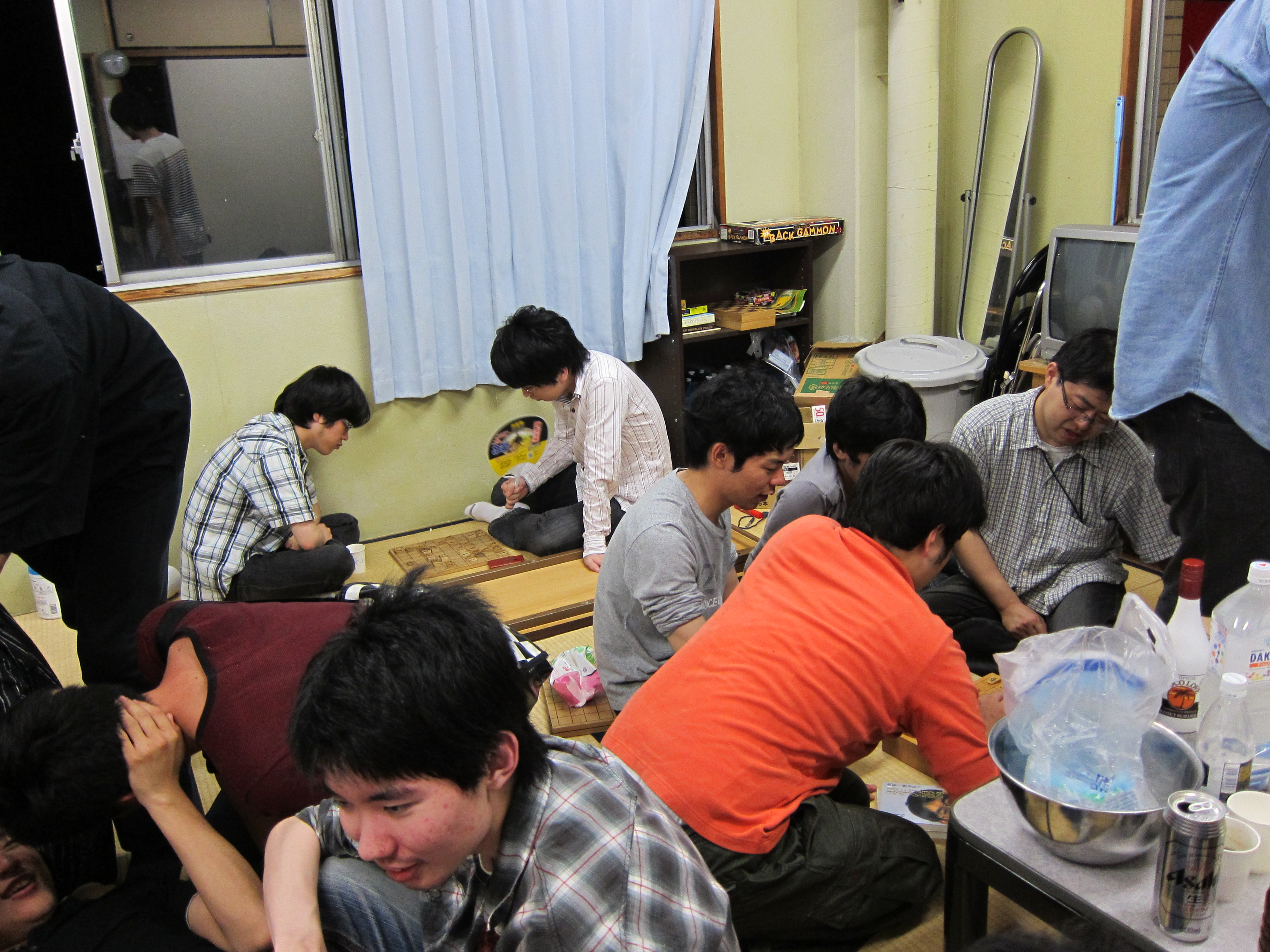
一群学生在空巴中玩游戏

空巴（日语： Konpa）是日本大学生之间在轻松氛围下，于居酒屋等场所举行的饮酒聚会，比传统的饮酒会（日语：／ nomikai）更随意。关于词源，有说法认为来自“德語：”、“英語：”、或“法語：”，但确切来源尚不明确。
空巴的目的是增进同属一个社团、班级或寝室成员之间的友谊，也常用于结识异性，进而拓展社交圈。这种聚会被认为有助于学生未来在职场与生活中的人际关系。

## 历史
空巴的起源可追溯至明治时期（1868–1912年），当时日本的大学文化刚刚形成，同班或同寝室学生会一起饮酒以增进感情。在生方敏郎所著《明治大正见闻史》中，记载了学生们共同出资购买面包、日式点心或烤红薯边吃边聊天的聚会，称之为“コンパニー”（Company）。这种聚会在战前通常限于同性之间，但在二战之后，男女混合的聚会逐渐普及，演变为今天的空巴形式。在1950年代，“コンパ”这一名称的酒吧在日本一度流行。
近年来，许多年轻上班族在毕业后仍继续举行空巴，常以寻找配偶为目的。然而，“空巴”一词通常仅用于描述未婚的年轻人聚会，已婚人士则极少参加。
空巴中因一饮而尽或强迫饮酒而引发的死亡事故时有发生。2006年（平成18年），熊本大学医学部赛艇部发生一起急性酒精中毒致死事件。在该案中，尽管一审熊本地方法院判决原告败诉，但福冈高等法院在二审中判决学校违反了安全注意义务，改判原告胜诉。 这一判例被视为日本司法首次对“一饮而尽”行为作出有罪判决。

## 当前形式
空巴通常由指定的组织者（称为“幹事”）负责筹划，包括确定地点、时间和参与费用。参加者通常是事先指定好的，未经邀请的人通常不会被接受入场。
空巴多在居酒屋的包间或榻榻米座席举行，使用坐垫（zabuton），有时也会使用西式桌椅。聚会一般由组织者或年长者致开场词并举杯祝酒。饮料由店员送上，搭配被称作“つまみ（下酒菜）”的各类小吃。
常见的服务模式为“无限畅饮”（日语：飲み放題，简称飲み放），即在规定时间内不限量饮酒，搭配若干固定菜品，超出部分则需另付费用。仅限啤酒的畅饮套餐通常价格较低，而包含烈酒的则价格更高。
这种制度鼓励大学生“尽情喝酒”，有助于打破拘谨、促进交流。空巴中饮酒过量甚至呕吐、失去意识的情况并不罕见。幹事需负责确保所有人带好随身物品并安全回家。

## 类型

### 新生欢迎空巴
日语：／ shinnyūsei kangei konpa 或 日语：／ shinkankonpa
大学社团、运动队和宿舍在招收新生时，常举办“新欢空巴”为新生欢迎并招募成员。前几轮饮品通常免费，费用由学长、组织经费或校友赞助分担。对很多日本学生而言，这是他们首次接触饮酒文化和饮酒会。在场的学长可能会鼓励新生“豪饮”或“干杯测试酒量”。若持续参加新欢空巴，则被视为表达对组织的加入意愿，最后一场通常会有新生发表承诺演讲。

### 研讨课空巴
日语： zemi konpa
“ゼミ”（词源“Seminar”，研讨课）是日本大学的一种小组研究课程，学生围绕相似主题在教授指导下进行两年学习，并最终完成毕业论文。课程结束后，教授常与学生一同举办空巴，部分教授会为聚餐买单。一些“ゼミ”还会邀请校友参与，为学生提供就业建议。在毕业论文提交后，常会举行“论文完成空巴”（日语：／ sotsuron uchiage konpa）。

### 毕业欢送空巴
日语：／ oidashikonpa，简称：日语：／ oikon
毕业前夕，各种社团或研究会常为毕业生举办欢送空巴，毕业生一般不需支付费用。

### 联谊空巴
日语：／ goudoukonpa，简称：日语：／ goukon
联谊空巴是带有恋爱目的的空巴，类似于相亲或团体约会。通常男女各3至4人组成两组，偶尔也有多达20人以上的大型聚会。一般由一名男性召集男性友人，一名女性邀请女性友人，也常见不同大学之间的学生参与联谊空巴。

### 性空巴
日语： yarikon
在某些空巴中，参与者原本即以性行为为目的，在聚会结束后前往住处、宿舍或爱情酒店发生性关系。这类聚会称为“ヤリコン”（yarikon），词源为日语俚语“ヤる”（做爱）与“コンパ”的缩略组合。

## 饮酒游戏
为了活跃空巴气氛或促进集体饮酒，参与者通常会玩各种饮酒游戏。这些游戏大多规则简单，但随着饮酒量的增加，参与者会因醉意而更难完成，增加趣味性。以下是几种常见的空巴饮酒游戏：

### 山手线游戏
日语：／ Yamanote-sen gēmu
游戏最初要求参与者轮流说出山手线的各站站名，尽管后续游戏类别可以变化，但仍称作“山手线游戏”。每位参与者需跟着节奏鼓掌并回答，如果答不上或答错（不在类别内），就需要饮酒。

### 不准笑游戏
日语：／ waraccha ikenai gēmu
此游戏与山手线游戏相似，但允许重复答案。目的在于设法让别人笑出声。若有人笑了，就必须喝酒。

### Pin-Pon-Pan
日语： pin pon pan
顺时针方向进行，第一人说“pin”，第二人说“pon”，第三人说“pan”并指向任意其他人，被指者需立刻接着说“pin”，重新开始。谁要是顺序错了或反应迟钝，就要喝酒。

### Pocky游戏
日语： Pokkī gēmu
这个游戏为两人一组，但可以多人轮流参与。游戏使用一根Pocky巧克力棒，两人从棒两端同时咬，谁先把嘴移开或让对方咬到中间则失败。若两人嘴唇相接，则视为平局。该游戏在联谊空巴中尤其受欢迎。

### 国王游戏
日语：／ ōsama gēmu
游戏开始前，准备与参与人数相等的纸条，其中一张写“王様”（国王），其余标数字。每人抽取一张，抽到“国王”的人可下达指令，并喊出一个数字，被叫到的编号持有者必须执行指令。
该游戏常被视为日本版的“真心话或大冒险”。纸条每轮重新抽取，下一轮会有新的“国王”。有时也会省略编号系统而直接由“国王”任意指定对象。

## 性别角色与空巴
在空巴中，男女学生往往承担着彼此不同的社交角色。

### 女性的角色
女性参与者通常表现出被认为具有“女性气质”的行为，例如照顾他人、重视礼仪。她们会注意他人饮料是否满杯，在聚会结束时清理桌面、确认有无遗失物品。
女性饮酒量普遍低于男性，偏好鸡尾酒等被视为“漂亮”“女性化”的饮品。在空巴中，女性通常表现得更为被动，面对他人劝酒时不易拒绝，因而可能饮得比单独相处时更多。

### 男性的角色
男性参与者往往表现出“男性气质”，例如表现勇气与酒量。为体现这种形象，男性常会大量饮酒，整体饮酒量高于女性。
男性在空巴中易受到同侪压力影响，尤其是由学长（先辈）主持的饮酒游戏，会促使男生饮得更多。男学生也多负责空巴的筹办，包括选择地点与下决策。此外，为取悦女性，男性往往在聚会中担任“搞笑担当”或讲故事、炒热气氛等角色。

## 长幼秩序与权力结构
空巴中，参与者依照年功序列（上下关系）承担各自的社交角色，展现出一种等级制的社交结构。年纪或资历较低的后辈（kōhai）需接受来自前辈（senpai）的劝酒与指示，而前辈则有权随意敬酒或要求喝酒。
空巴通常由主持人或年长者致开场词，随后全体干杯。尽管日本传统清酒仍常见，但现代空巴多以啤酒作为干杯饮品，原因可能是其解渴效果较佳。
菜品通常为合餐形式，参与者使用小盘（“取り皿”）夹菜，轮流传菜是一种基本礼节。饮酒时，禁止自己倒自己的杯，需由邻座者代劳，这种文化导致整体饮酒量增加。
随着聚会深入，参与者开始席间走动，尤其是后辈，会主动与每位前辈交流与共饮，形成一种从年长到年幼的“社交金字塔”式流动结构。